# Pygmalion

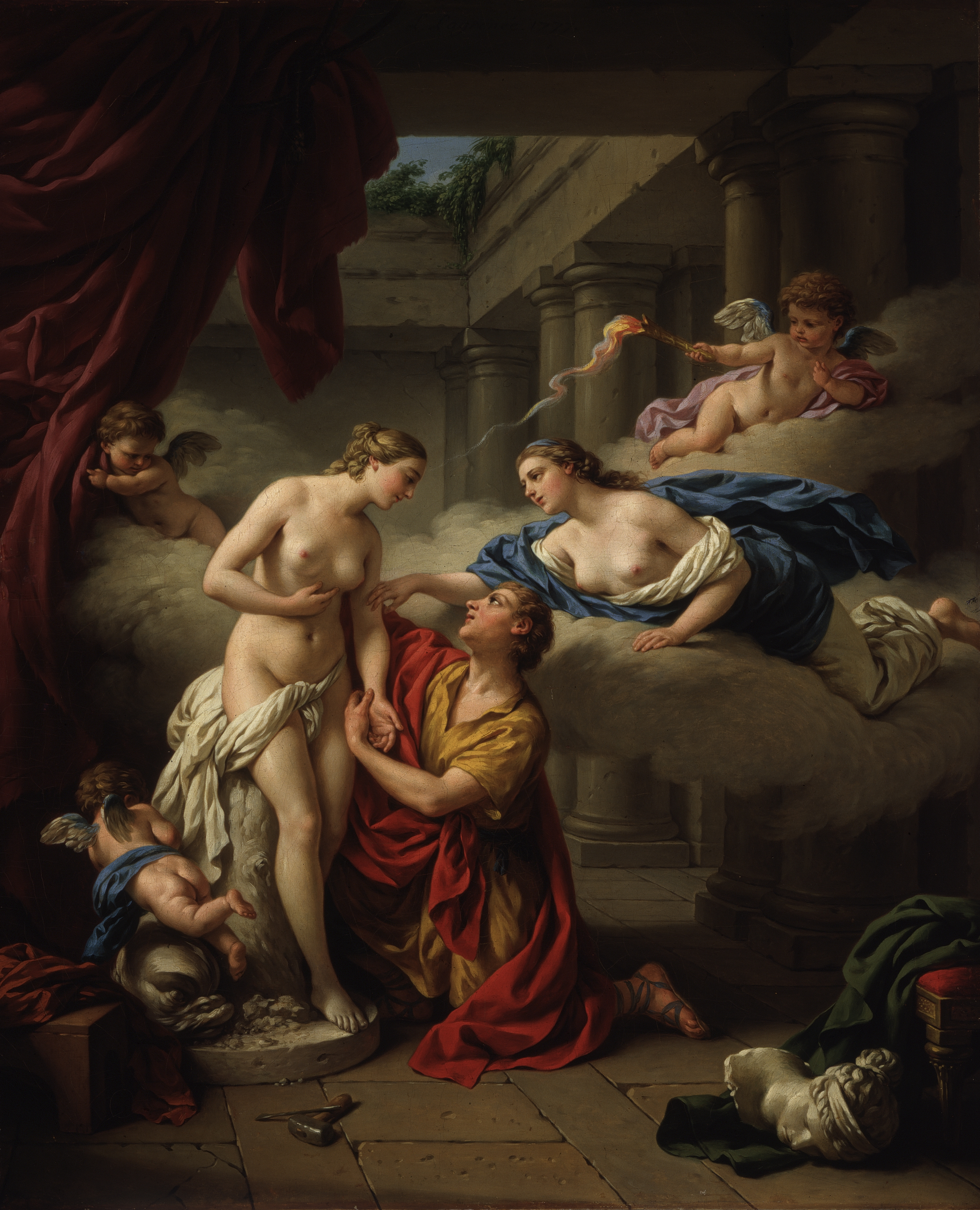
Pygmalion și statuia sa de Louis-Jean-François Lagrenée

Pygmalion este un nume grecesc, probabil cu rădăcini feniciene. Pygmalion sau Pygmaion după Hesychios din Alexandria, este probabil o variantă cipriotă a lui Adonis. Referințe la nume:
1. Pygmalion, regele Tir-ului, fratele reginei Dido a Cartaginei
2. Pygmalion, regele mitologic al Ciprului, fratele lui Metharme și bunicul lui Adonis
3. Pygmalion, titlul unei piese a lui George Bernard Shaw din 1912

## Mitologie
Poetul roman Ovidius, în a zecea carte a Metamorfozelor spune povestea unui sculptor cipriot care s-a îndrăgostit de propria operă. Pygmalion, fiul lui Belus era un sculptor singuratic care a făcut din fildeș sculptura unei femei. El s-a rugat lui Venus (Afrodita), zeița frumuseții și a dragostei, care din milă, a dat viață sculpturii. Din uniunea lui Pygmalion cu femeia sculptată în fildeș a rezultat un fiu denumit Pathos (suferinta in greaca) .
După unii autori, ulteriori lui Ovidiu, statuia se numește Galateea sau Elise (Goethe), după confuzia cu Dido (Elissa).

## Teatru
George Bernard Shaw reia mitul și ideea lui de baza într-o piesă de teatru cu același nume: Pygmalion. În piesă, profesorul Henry Higgins, un lingvist snob, pariază că va transforma o florăreasă simplă, Eliza Doolittle, într-o atracție a lumii mondene londoneze numai învățând-o să vorbească cu un accent specific înaltei clase. Ca și Pygmalion, el se îndrăgostește de propria creație, dar aceasta îl respinge căsătorindu-se cu un tânar aristocrat.
Piesa lui George Bernard Shaw stă la baza filmului muzical My Fair Lady.
Pygmalion a încântat și a scandalizat în același timp la momentul apariției, fiind perceput că un atac la adresa sistemului britanic de clase și ca luare de poziție a lui Shaw în favoarea vederilor feministe. În viziunea lui Shaw, foneticianul Henry Higgins este un „Pygmalion” care, în urmă unui pariu, își propune să o transforme pe Eliza Doolittle, o simplă florăreasă, într-o ducesă care să se simtă în largul ei în societatea aleasă. Singurul lucru pe care îl uită însă este că această „creație” a lui are la rândul ei o minte proprie.
Opera lui George Bernard Shaw a fost adaptată în musicalul My Fair Lady, cu Audrey Hepburn și Rex Harrison în rolurile principale, film câștigător a opt premii Oscar.